# Темпълмор
Темпълмор (на английски: Templemore; на ирландски: An Teampall Mór) е град в централната част на Ирландия, провинция Мънстър, на графство Типърари. Намира се на 145 km западно от столицата Дъблин. Има жп гара открита на 3 юли 1848 г. Населението му е 2255 души от преброяването през 2006 г. 

## Побратимени градове
- Потенца Пичена, Италия
- Премила, Франция